# Leucoloma pumilum
Leucoloma pumilum är en bladmossart som beskrevs av John Wright 1888. Leucoloma pumilum ingår i släktet Leucoloma och familjen Dicranaceae. Inga underarter finns listade i Catalogue of Life.